# 疋田英美
疋田 英美（ひきた ひでみ、1995年3月31日 - ）は、日本の元ファッションモデル、元女優。奈良県出身。元ハーキュリーズ所属。

## 略歴
- 『ニコ☆プチ』の2007年春号に初登場し、専属モデルになる。
- 2008年4月7日から2010年3月26日まで伊藤梨沙子・松岡茉優と共に『おはスタ』のおはガールの一員としてレギュラー出演していた。
- 2008年夏号で『ニコ☆プチ』の専属モデルを卒業する。
- 『Hana*chu→』の専属モデルになる。

## 人物
- 特技はダンス、ものまね、ゲーム
- 趣味はカラオケ、ショッピング

## 出演

### テレビドラマ
- 水曜ミステリー9 信濃のコロンボ事件ファイル 「死あわせなカップル」（2007年4月25日、テレビ東京） - 羽山喜代子（幼少期） 役
- 歌姫（2007年10月12日 - 12月21日、TBS） - 小日向泉（幼少期） 役
- ハンマーセッション!（2010年7月10日 - 9月18日、TBS） - 藤本杏奈 役
- 高校生レストラン（2011年5月7日 - 7月2日、日本テレビ） - 畠山恵 役
- 湘南☆夏恋物語（2011年8月1日 - 、10分×12話、BeeTV） - サキ 役
- 私が恋愛できない理由 第5 - 9話（2011年11月14日 - 12月12日、フジテレビ） - 武居美奈子 役
- GTO（2012年7月 - 9月、関西テレビ） - 中西優美 役
  - GTO 秋も鬼暴れスペシャル（2012年10月2日）
  - GTO 正月スペシャル! 冬休みも熱血授業だ（2013年1月2日）
  - GTO 完結編 〜さらば鬼塚! 卒業スペシャル〜（2013年4月2日）
- 水曜ミステリー9「特命おばさん検事! 花村絢乃の事件ファイル」（2012年12月26日、テレビ東京） - 花村真理 役
  - 特命おばさん検事! 花村絢乃の事件ファイル2（2014年2月5日）
- 別れたら好きな人（2015年9月28日 - 11月27日、東海テレビ） - 内田楓 役[1]
- ウルトラマンオーブ 第19話（2016年11月12日、テレビ東京） - 舞衣 役

### 映画
- カルテット!（2012年1月7日公開、松竹） - 康子 役

### バラエティ
- おはスタ（2008年4月7日 - 2010年3月26日、テレビ東京） - 2008年度・2009年度おはガール
  - ゲスト出演（2020年9月23日[注 1]）
- BSブランチ（2010年10月30日 - 2011年10月29日、BS-TBS） - BSブランチガール9期生

### 舞台
- イタズラなKiss〜恋の味方の学園伝説〜（2008年11月27日 - 12月7日、シアターサンモール） - 錦織レオナ 役
- しゅごキャラ!（2009年8月13日 - 23日、博品館劇場） - 辺里唯世 役
- SAMURAI 7
  - （2010年11月20日 - 12月5日、青山劇場） - シノ 役
  - （2012年4月1日 - 8日、青山劇場） - ヒロイン・キララ 役

### CM
- 宇治森徳「かおりちゃん」
- アキレス「瞬足」（2007年）
- バンダイ「おはガール リングバトン」（2008年）
- バンダイ「ホビーガールズ オリケシ」（2008年）
- 小田急電鉄（2008年 - ）
- レベルファイブ「メール刑事」（2010年）
- 花王「クリアクリーンNEXDENT "なるべく残したい篇"」（2021年）

### 雑誌
- ニコ☆プチ（新潮社）
- Hana*chu→（主婦の友社） - 専属モデル
- CM NOW 11 - 12月号（玄光社）
- 月刊オーディション（白夜書房）

### スチール
- 阪急百貨店 2008 My graduation style
- キャン エイニーカタログ

### ショー
- BOOFOOWOO 2007 spring&summer
- ニコラファッションショー
- ペンティーズ5周年ショー

### ビデオパッケージ
- 江崎グリコ